# Basílica de San Pedro (Córdoba)
La basílica menor de San Pedro es una de las denominadas iglesias fernandinas situada en Córdoba (España), en la plaza de San Pedro del barrio homónimo a los cuales da nombre.

## Historia
Se tiene constancia de la construcción de un templo en este mismo lugar en el siglo IV para albergar los restos de los mártires cordobeses Januario, Marcial y Fausto. Siglos después y tras la conquista de Córdoba por parte de Fernando III, entre finales del siglo XIII y principios del siglo XIV, se construye sobre las ruinas del antiguo templo una iglesia dedicada a San Pedro.

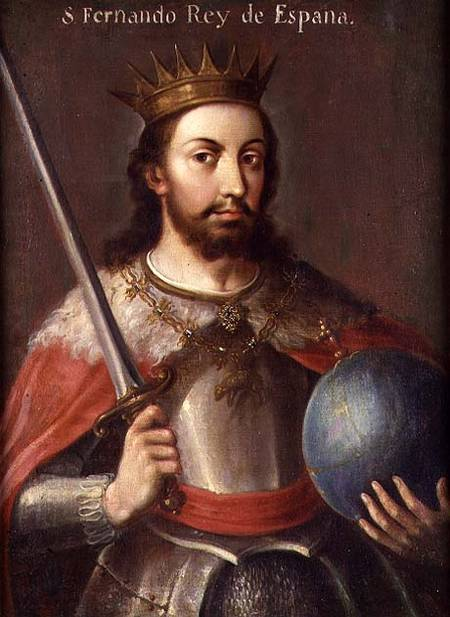
Retrato de Fernando III de Castilla el santo, una obra anónima del.

A pesar de tratarse de una de las iglesias fundadas por Fernando III el Santo, su aspecto no presenta algunas de las características propias de la época de su construcción, sino que es el resultado de numerosas reformas de las que ha sido objeto.

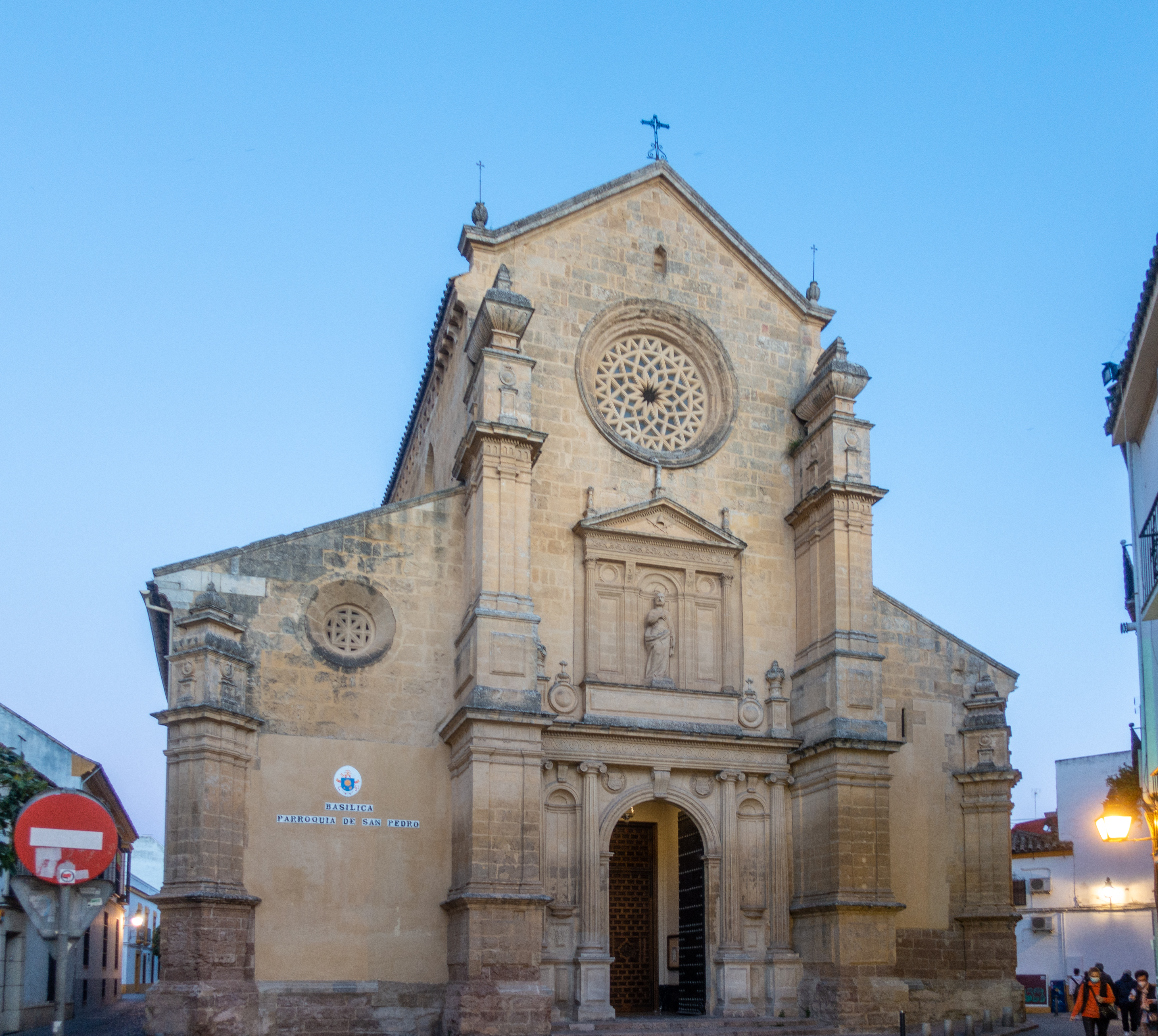
Fachada principal

Se conservan dos de las portadas medievales, así como parte de la torre, en las que se refleja el estilo mudéjar. Hernán Ruiz II construyó una nueva portada en 1542 debido al mal estado de la original. En el año 1575 se halla en el subsuelo del templo los restos de los Mártires de Córdoba. En su interior cabe destacar el retablo de la Capilla de los Santos Mártires realizado por Alonso Gómez de Sandoval y comenzado en el año 1742, así como el retablo mayor, de Félix de Morales.

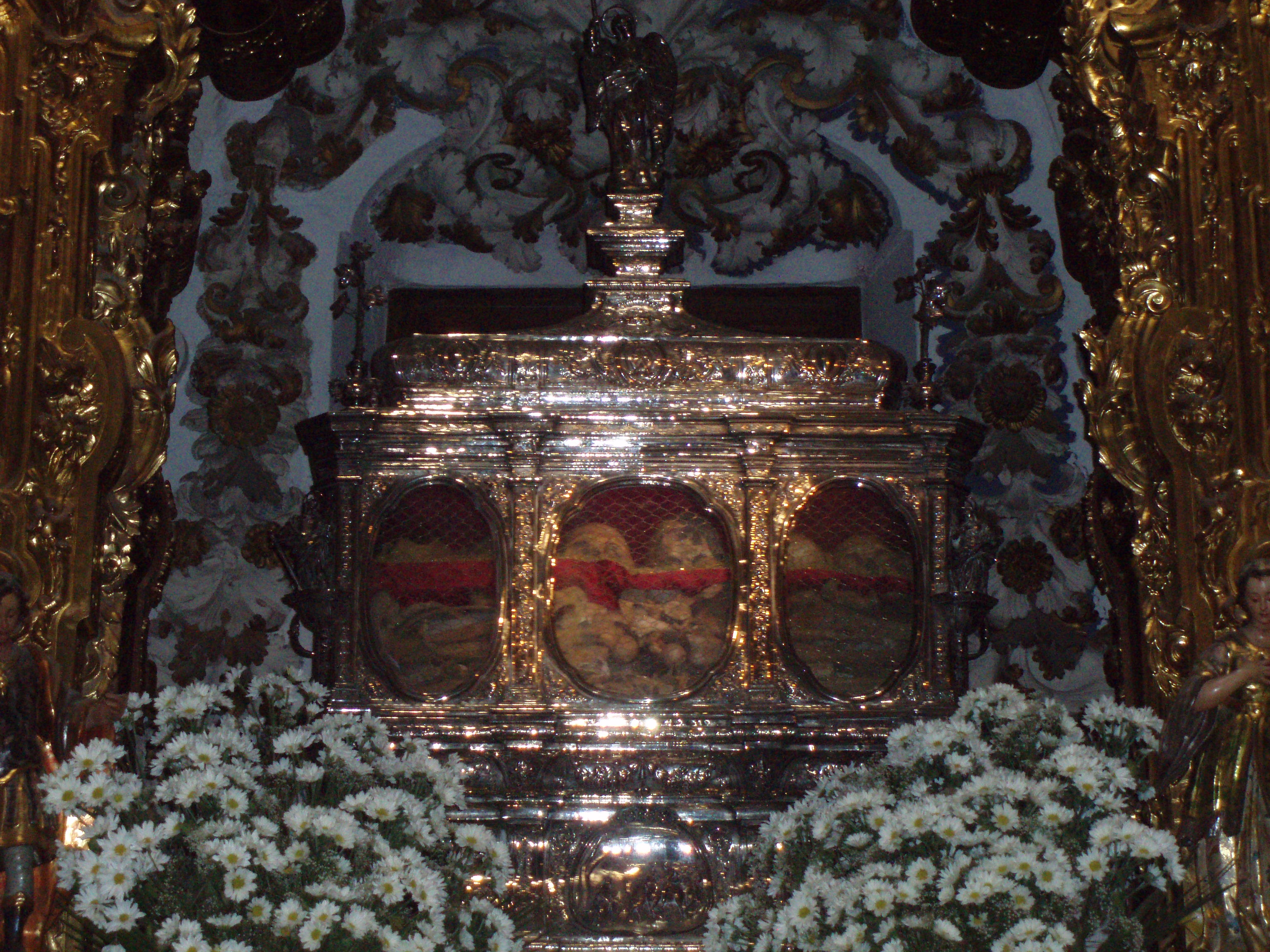
Relicario de plata en el altar con las reliquias de los Mártires de Córdoba.

A finales del siglo XIX, el arquitecto municipal Pedro Nolasco Meléndez proyecta la realización de unas habitaciones que se adosan al templo.
En el año 1986 el templo es cerrado para su rehabilitación que comienza, pero que se interrumpe en breve. En el año 1993, se produce el desprendimiento de varios elementos de las cornisas. En el año 1994, la Consejería de Cultura de la Junta de Andalucía y el Obispado firman un acuerdo para la finalización de las obras, produciéndose la reapertura del templo en el año 1996.
En el año 2006, el papa Benedicto XVI acuerda la declaración del templo como Basílica Menor de San Pedro.

## Hermandades
- Hermandad de la Misericordia